# Antoine de Croÿ
Antoine de Croÿ (* 1465/70; † 21. September 1495 vor der Küste von Zypern) war Bischof von Thérouanne in der Picardie.

## Biografie
Antoine de Croÿ gehörte der Adelsfamilie Croÿ an. Seine Eltern waren Philippe I. de Croÿ, Graf von Porcéan, und Jacqueline von Luxemburg. Seit 1485 war er Bischof von Thérouanne. 1495 begleitete er seinen Vetter Pfalzgraf Alexander von Pfalz-Zweibrücken und dessen Schwager Graf Johann Ludwig von Nassau-Saarbrücken auf einer Pilgerfahrt ins Heilige Land. Der Bischof begleitete die Reisegruppe ab Padua von Venedig nach Jerusalem. Mit ihm kamen sein Sekretär Philipp von Lobel, Domherr zu Thérouanne, und weitere Diener. Auf dem Rückweg von Jerusalem erkrankte er am 10. September 1495 und starb am 21. September 1495 „noch keine 30 Jahre alt“ vor der Küste von Zypern. Er wurde noch in der gleichen Nacht in der Kirche St. Lazarus in Salamis vor dem Hochaltar begraben.